# آدم‌های ناجور (فیلم ۱۹۳۱)
آدم‌های ناجور (انگلیسی: Bad Company) فیلمی در ژانر درام و جنایی به کارگردانی تی گارنت است که در سال ۱۹۳۱ منتشر شد. از بازیگران آن می‌توان به هلن توئلوتریز، ریکاردو کورتز و هری کری اشاره کرد.